# Arrondissement Gonaïves

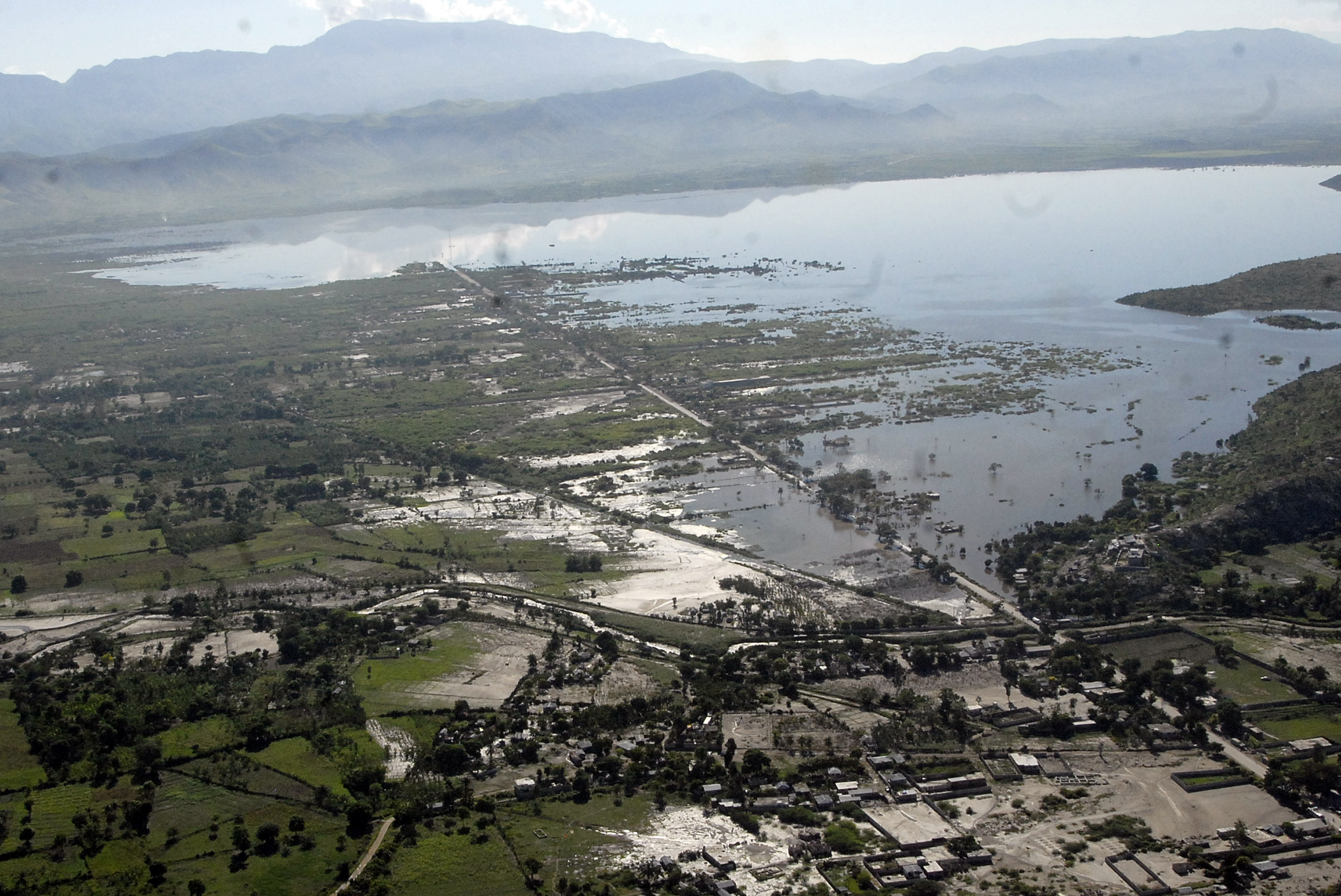
Die Stadt Gonaïves nach Überschwemmungen des Jahres 2008

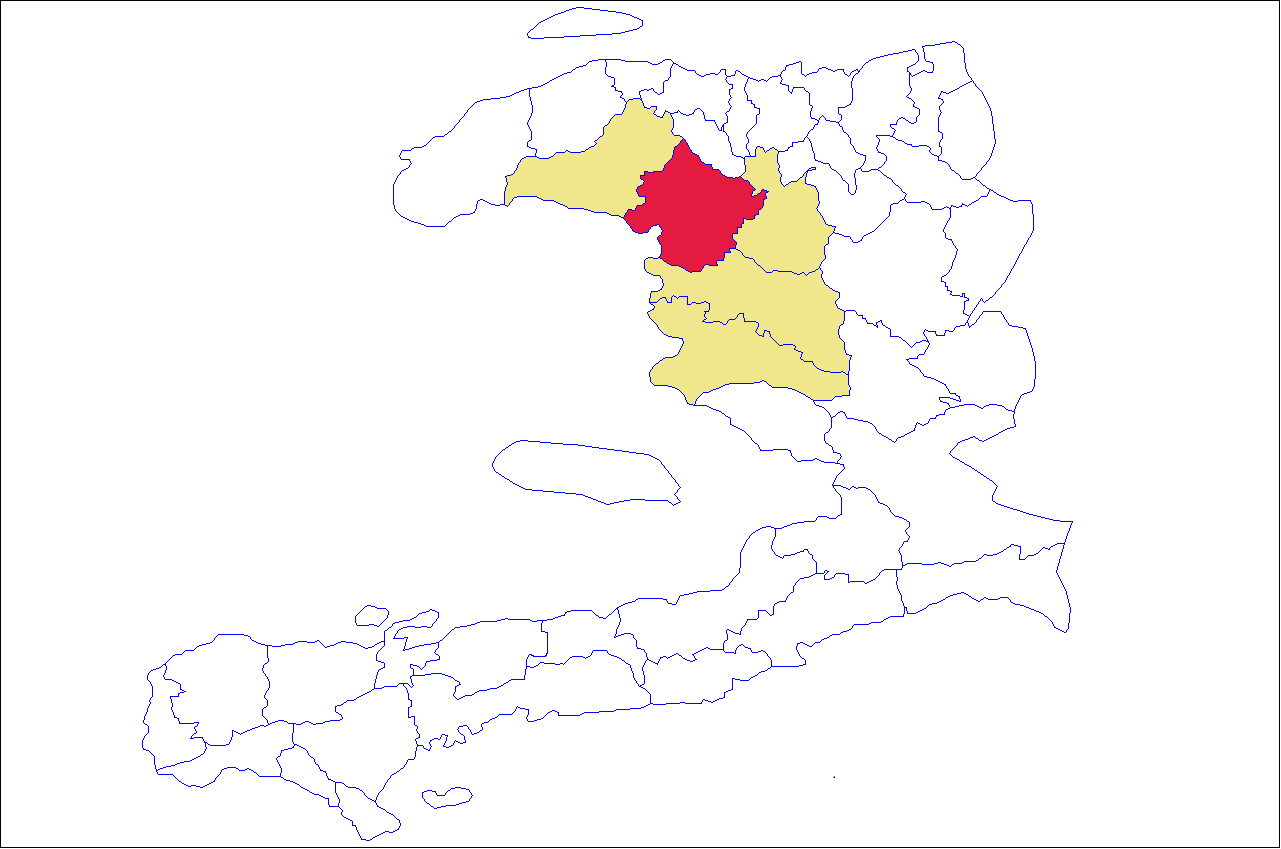
Lage des Arrondissement Gonaïves in Haiti und im Département Artibonite

Das Arrondissement Gonaïves ist eine der fünf Verwaltungseinheiten des Département Artibonite, Haiti. Hauptort ist die Stadt Gonaïves.

## Lage und Beschreibung
Das Arrondissement grenzt im Norden an die Arrondissements Plaisance und Gros-Morne, im Süden an das Arrondissements Dessalines, im Osten das Arrondissement Marmelade und im Westen an den Golf von Gonâve.
In dem Arrondissement gibt es die drei Gemeinden
- Gonaïves (rund 356.000 Einwohner)
- Ennery (rund 51.000 Einwohner) und
- L'Estère (rund 45.000 Einwohner)

Das Arrondissement hat rund 453.000 Einwohner (Stand: 2015).